# گل‌سپاس آبزی
گل‌سپاس آبزی، با نام علمی (.Gentiana aquatica L)  نام یک گونه از سرده گل‌سپاسی است. این گونه در ایران وجود دارد.